# Comuna de Pińczów
Pińczów (polaco: Gmina Pińczów) é uma gminy (comuna) na Polónia, na voivodia de Santa Cruz e no condado de Pińczowski. A sede do condado é a cidade de Pińczów.
De acordo com os censos de 2004, a comuna tem 22 207 habitantes, com uma densidade 104,4 hab/km².

## Área
Estende-se por uma área de 212,75 km², incluindo:
- área agricola: 68%
- área florestal: 21%

## Demografia
Dados de 30 de Junho 2004:
|                      | Total   | Total | Mulheres | Mulheres | Homens  | Homens |
| -------------------- | ------- | ----- | -------- | -------- | ------- | ------ |
|                      | pessoas | %     | pessoas  | %        | pessoas | %      |
| População            | 22 207  | 100   | 11 234   | 50,6     | 10 973  | 49,4   |
| Densidade (pop./km²) | 104,4   | 100   | 52,8     | 52,8     | 51,6    | 51,6   |

De acordo com dados de 2005, o rendimento médio per capita ascendia a 1527,21 zł.

## Comunas vizinhas
- Busko-Zdrój, Chmielnik, Czarnocin, Działoszyce, Imielno, Kije, Michałów, Wiślica, Złota